# Comuna Hnizdîcine, Zbaraj
Hnizdîcine (în ucraineană Гніздичне) este o comună în raionul Zbaraj, regiunea Ternopil, Ucraina, formată din satele Cesnivskîi Rakoveț, Hnizdîcine (reședința) și Homî.

## Demografie
Componența lingvistică a comunei Hnizdîcine
     Ucraineană (98,62%)
     Rusă (1,27%)
     Alte limbi (0,12%)
Conform recensământului din 2001, majoritatea populației comunei Hnizdîcine era vorbitoare de ucraineană (98,62%), existând în minoritate și vorbitori de rusă (1,27%).